# Раковка (приток Зуши)
 Ра́ковка  — река в Орловской области России, левый приток Зуши.
В документах XVII века указывается как Раковна, а после межевания Новосильского уезда в конце XVIII века — уже Раковка.
Река протекает по Новодеревеньковскому, Корсаковскому и Новосильскому районам. Имеет несколько почти пересыхающих притоков-ручьёв. Самый большой приток — Малая Раковка. Длина Раковки — 61 км. Берега и обрывистые, и равнинные, течение быстрое. Впадает в Зушу у села Голунь. Благодатные природные условия по берегам реки способствовали высокой плотности поселений. Одним из них является деревня Карнади, расположенная на левом берегу. Историк Барсов Н. П. приурочивал местонахождение центра вятичей Корьдно к подобно звучащей деревне Карнади. Но археологические раскопки Т. Н. Никольской, посвятившей многие годы исследованиям бассейна верхней Оки, не дали никаких результатов. Возможно это просто ошибка палеографии.